# Château de Colliers
 (octobre 2010).
Si vous disposez d'ouvrages ou d'articles de référence ou si vous connaissez des sites web de qualité traitant du thème abordé ici, merci de compléter l'article en donnant les références utiles à sa vérifiabilité et en les liant à la section « Notes et références ».
Le château de Colliers est situé au bord de la Loire entre les communes de Muides sur Loire et Saint Dyé.

## Histoire
Ce château est bâti au début du XVIIIe siècle, au bord de la Loire entre Muides sur Loire et Saint Dyé sur la closerie du lieu-dit Colliers par Ange-Jacques Gabriel, premier architecte du roi. Il donna sa seigneurie en 1733 à François Pissonnet de Bellefonds, officier de la capitainerie de Chambord et garde marteau. Celui-ci la vendit le 5 mai 1751 au chevalier de Béla. La façade de la Loire a reçu une influence très italienne, tandis que la façade sud de la cour d’honneur est de style « Mansard ».
Le chevalier de Béla était espion en Suède, au sujet des fonderies de canons, pour le  roi Louis XV, et chambellan du roi de Pologne. Il aurait fait construire ce château pour  vivre secrètement avec sa maîtresse, Mlle de Chauloy. Particularité de la demeure, cette inscription gravée dans le cartouche situé au-dessus de la porte d'entrée en langue basque : « Laketouric ontzanogo » (« Je me plais ici parce que je me sens bien »).
Cette demeure a ensuite appartenu au Marquis de Vaudreuil, dernier gouverneur français de la Nouvelle France, terre et pays de Louisiane.
À la mort de son frère en 1779, et en l’absence de descendance, le château a été acquis par la famille de Gélis, en 1783. Depuis ce jour la famille n’a plus quitté le château.